# Rey Zhending de Zhou
El Rey Zhending de Zhou (en chino tradicional, 周貞定王; pinyin, Zhōu Zhēndìng Wáng), or King Chenting of Chou, fue el vigésimo octavo rey de la Dinastía Zhou de China, y el decimosexto de la Dinastía Zhou Oriental. Tuvo tres hijos, que le sucedieron en el trono.
El famoso filósofo Mozi nació entre los reinados de los reyes Jing de Zhou (Gai), y Zhending de Zhou.